# Rehetobel
Rehetobel és un municipi del cantó d'Appenzell Ausser-Rhoden (Suïssa).

## Geografia
Rehetobel, està localitzat a la muntanya Gupf. L'elevació màxima és el Kaienspitz (1.121 m d'altitud), i la mínima és Achmüli (610 m). La comuna de Rohetobel és el que més hores de sol rep durant tot l'any a Suïssa. El territori comunal inclou les localitats de Habset, Kaien, Lobenschwendi, Michlenberg i Robach.
La comuna limita al nord-est amb la comuna de Grub, a l'est amb Heiden, al sud amb Wald i Trogen, a l'oest amb Speicher, i al nord-oest amb Eggersriet (SG).

## Història
L'àrea va ser citada per primera vegada en els segles xii i xiii, però el nom de Rehetobel va ser esmentat per primera vegada en 1463. L'església va ser acabada el 29 agost 1669 després de dos anys i mig d'ardu treball, cosa que va permetre a la localitat separar-se de les comunes de Trogen i de Herisau. El 1737 l'església va ser reconstruïda.
El 9 abril 1796 hi va haver un incendi en un forn, el qual va provocar la pèrdua d'11 cases i 9 edificis limítrofs. En aquesta ocasió l'església va ser salvada de les flames.
El 21 de juny 1890 un nou incendi va ser provocat; aquesta vegada l'església va ser coberta de flames, i la torre que havia estat recentment renovada, relluïa com una torxa gegant. Després tot es reduïa a cendres. En 1892 la construcció de la nova església queda acabada.